# آقجة قوجة
آقجة قوجة (بالتركية: Akçakoca) هي بلدة تُركيَّة تقع في مُحافظة دوزجة في القسم الغربي من منطقة البحر الأسود، على بُعد مائتيّ كيلومتر من إسطنبول. البلدة مركز القضاء حامل اسمها، ووصل عدد سُكَّانها سنة 2022 إلى 27,878 نسمة. سُمِّيت البلدة نسبةً للقائدٍ العسكريّ العُثمانيّ اقچا قوجه الذي كان من أصحاب عُثمان بن أرطغرل وافتتح المنطقة وضمَّها إلى ديار الإسلام، وفيها تمثالٌ يُخلِّد ذكراه. في البلدة مسجدٌ حديث مُميز التصميم، ومن أبرز معالمها السياحيَّة الشواطئ وقلعةٌ جنويَّةٌ خربة. تُعدُّ هذه البلدة مركز زراعة البندق في تركيا.
قامت في موقع البلدة الحاليَّة أُخرى روميَّة سُمِّيت «دِيَا» أو «دِيُسپُولِس»، وبعدما فتحها العُثمانيُّون سُمِّيت «آقجة شهر» أي «مدينة آقجة» نسبةً لفاتحها كما أُسلف، وفي سنة 1934 بُدِّل اسمها إلى ما هو عليه اليوم.